# Marcco, der Bezwinger des Todes
Marcco, der Bezwinger des Todes ist ein deutscher Sensations-Stummfilm aus dem Jahre 1925 von und mit Joe Stöckel in der Titelrolle.

## Handlung
Marcco ist ein im Varieté auftretender, teutonischer Kraftprotz mit dem Herzen am rechten Fleck, der seine nobelste Aufgabe darin sieht, denen in Not Geratenen zu helfen und dabei stets ein vertrauenserweckendes Lächeln im Gesicht trägt. Diesmal befindet sich die Familie Brockhousen in großer Gefahr. Ein übler Schurke, Brockhousens Kompagnon Baron Nessus Douglas, will seinen Partner nicht nur das Geschäft ruinieren, sondern auch noch die Ehefrau wegschnappen. Zu schlechter letzt schnappt sich Douglas auch noch die kleine Gerti Brockhousen, die minderjährige Tochter des Ehepaars, und benutzt sie für seine finsteren Pläne als Druckmittel. Als Gerti versehentlich vergiftet und das Gegengift inklusive Schlüssel in einem Safe deponiert wird, muss Marcco rasch handeln, um Leib und Leben der Kleinen zu retten. Er hat natürlich Erfolg und wird, wie der Filmtitel bereits verrät, der Bezwinger des Todes.

## Produktionsnotizen
Marcco, der Bezwinger des Todes entstand in den Geiselgasteig-Studios bei München und wurde in der Berliner Schauburg am 21. August 1925 erstmals in der deutschen Hauptstadt gezeigt. In Österreich konnte man den Streifen im Rahmen einer Pressevorführung erstmals am 25. Mai 1926 sehen, Massenstart war der 3. Dezember desselben Jahres. Hier besaß der Sechsakter eine Länge von etwa 2340 Meter.
Max Heilbronner gestaltete die Filmbauten.

## Wissenswertes
Mit der 1922 ins Leben gerufenen kleinen Filmreihe rund um den schlichten Kraftprotz „Marcco“ versuchte Joe Stöckel, in sehr viel späteren Jahren vor allem bekannt als Star urbayerischer Heimatfilme und derber Lustspielstoffe („Zwei Bayern in…“ mit Beppo Brem), vom enormen Erfolg der ähnlich konzipierten Maciste-Filme italienischer (wie später auch deutscher) Prägung zu profitieren. Stöckel drehte im selben Jahr 1925 noch einen weiteren Marcco-Film, der den Titel „Marccos erste Liebe“ trug. Mit dem Streifen „Marccos tollste Wette“ endete die Marcco-Reihe Anfang 1926.

## Kritik
Paimann’s Filmlisten resümierte: „Das Sujet ist nicht mehr neu aber ganz logisch und klar. Es bringt immerhin viele sehr spannende Szenen, auch sieht man gelungene Kraftleistungen Marcco‘s. Darstellung und Photographie sind gut, die Regie entsprechend, die Aufmachungen in den Varietészenen recht gut.“